# 希爾特 (阿肯色州)
希爾特（英語：Heart）是位於美國阿肯色州富爾頓縣的一個非建制地區。該地的面積和人口皆未知。

## 地理
希爾特的座標為36°19′25″N 91°42′54″W / 36.32361°N 91.71500°W，而該地的平均海拔高度為183米（即600英尺）。